# Licencja pilota

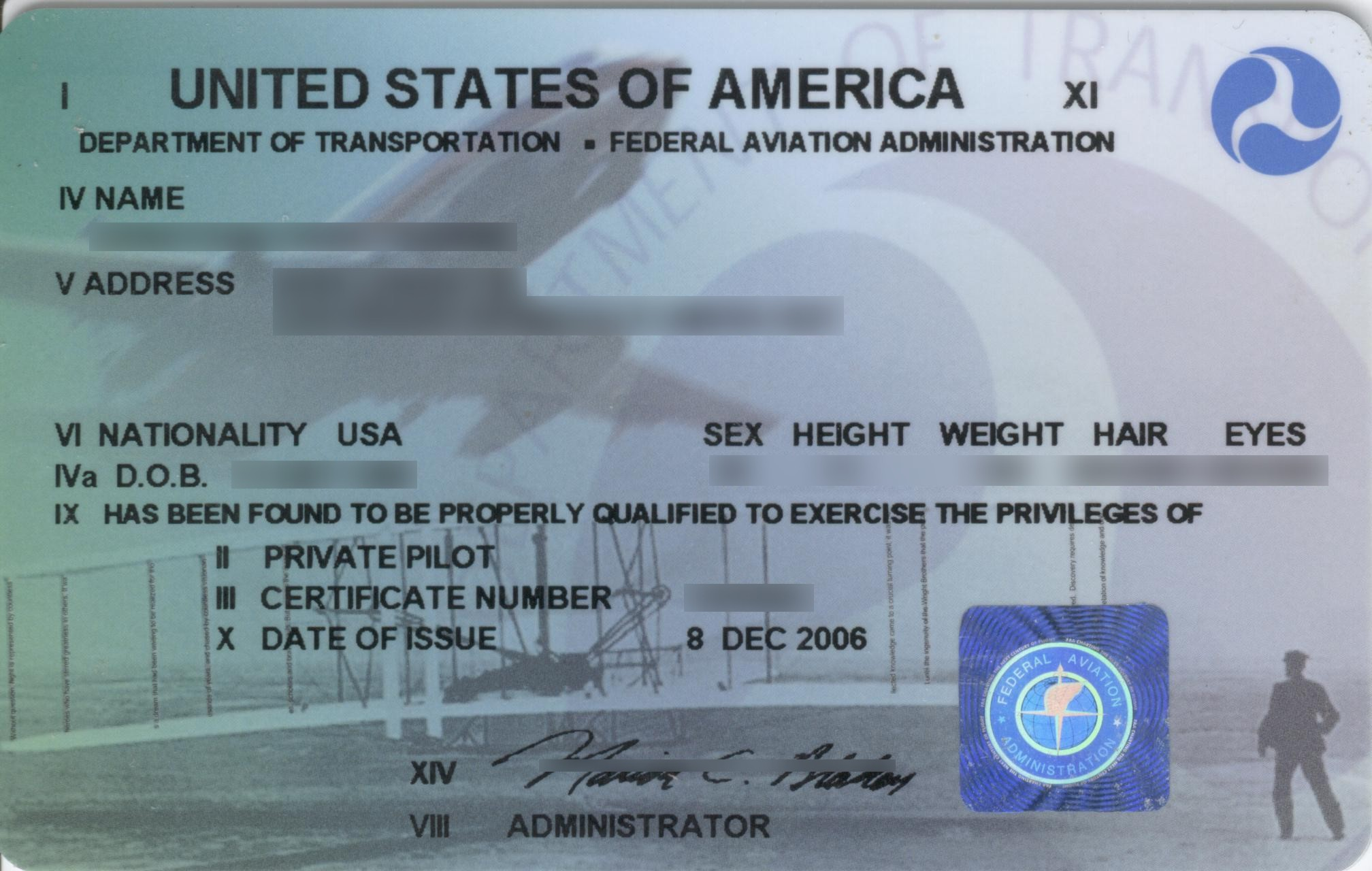
Amerykańska licencja pilota

Licencja pilota – dokument, wydany przez odpowiednie organy państwowe, potwierdzający uprawnienia jego posiadacza do wykonywania lotów danym statkiem powietrznym, na który licencja została wydana. 
Licencja ważna jest dożywotnio (w ramach ważności badań lotniczo-lekarskich oraz ważności uprawnień na daną klasę statku powietrznego). Każda licencja posiada dodatkowe wpisy, na dany typ i klasę statku powietrznego, na którym posiadacz licencji ma prawo wykonywać loty oraz wpisy określające dodatkowe uprawnienia posiadacza licencji. 

## Licencja pilota w Polsce
W Polsce organem państwowym wydającym licencję pilota jest Urząd Lotnictwa Cywilnego, będący członkiem EASA (Agencja Unii Europejskiej ds. Bezpieczeństwa Lotniczego). Wydawane licencje są w oparciu o przepisy EASA PART-FCL.

## Rodzaje licencji
Licencje wydawane są na dany rodzaj statku powietrznego: samoloty (A), śmigłowce (H), sterowce (AS), wiatrakowce (AG) oznaczane jako np. PPL(A), CPL(H)
- LAPL – Light Aircraft Pilot License (Licencja Pilota Rekreacyjnego)
- SPL - Sailplane Pilot License (Licencja Pilota Szybowcowego)
- PPL – Private Pilot License (Licencja Pilota Turystycznego)
- CPL – Commercial Pilot License (Licencja Pilota Zawodowego)
- ATPL – Airline Transport Pilot License (Licencja Pilota Liniowego)

## Dodatkowe wpisy do licencji
W licencji uprawniony organ państwowy dokonuje wpisów określających klasę i typ statku powietrznego, na które licencja jest ważna: 

### Samoloty - PPL(A), CPL(A) i ATPL(A)
W przypadku samolotów są to wpisy na klasę:
- SEP(L) – Single Engine Piston (Land) – ważna 2 lata
- SEP(S) – Single Engine Piston (Sea) – ważna 2 lata
- MEP(L) – Multi Engine Piston (Land) – ważna 1 rok
- MEP(S) – Multi Engine Piston (Sea) – ważna 1 rok
- TMG - Touring Motor Glider

Dodatkowe uprawnienia wpisywane do licencji (wg przepisów EASA):
- IR - Instrument Rating - uprawnienia do wykonywania lotów wg wskazań przyrządów
- EIR - En Route Instrument Rating
- CB-IR - Competency Based Instrument Rating
- FI - Flight Instructor
- TRI - Type Rating Instructor - instruktor na dany typ
- CRI - Class Rating Instructor - instruktor na daną klasę np. MEP
- IRI - Instrument Rating Instructor - instruktor do uprawnienia IR
- FTI
- VFR Night/Noc - uprawnienia do lotów nocnych (wpisywane jedynie do licencji PPL)
- Język polski i/lub język angielski i/lub inny język obcy (poziom 4-6) – poziom 4 ważny 4 lata, poziom 5 ważny 6 lat, poziom 6 ważny bezterminowo

Oprócz powyższych do licencji wpisywane są również (wg przepisów EASA) osobne uprawnienia do lotów VFR na samoloty klasy SET (Single Engine Turboprop):
- PA 46-SET/VFR
- Pilatus PC 12 SET/VFR
- Beech A36AT/VFR
- TBM SET/VFR
- Cessna SET/VFR
- SC7Skyvan/VFR
- PAC750XL SET/VFR
- AT-4/5/6/8 SET/VFR